# پناهگاه حیوانات

تصویرنگاشت حیوان خانگی

پناهگاه حیوانات مکانی (موقت) است برای نگهداری حیوانات بی‌جا، گمشده، یا رهاشده. بیشتر حیوانات این پناهگاه‌ها معمولاً شامل سگ‌ها و گربه‌ها هستند. به پناهگاه حیوانات، حفاظت‌گاه حیوانات نیز گفته شده است.
حیوانات این پناهگاه‌ها معمولاً به وسیله سازمان‌های حمایت از حیوانات یا در کشورهای پیشرفته به وسیله آمبولانسهای حیوانات به پناهگاه آورده می‌شوند. حیواناتی که به پناهگاه آورده می‌شوند را معمولاً دو هفته در قرنطینه نگه می‌دارند تا اگر این حیوان بیماری واگیرداری دارد این بیماری به دیگر حیوانات سرایت نکند.
در کشورهای غربی معمولاً حیواناتی که گم شده و به پناهگاه آورده‌اند را تا دو هفته در انتظار یافته شدن توسط صاحب نگه می‌دارند و پس از دو هفته برای فروش یا نگهداری به به صاحبانی جدید ارائه می‌کنند.
پناهگاه‌های حیوانات معمولاً با سازمان‌های گوناگونی که برای پیدا کردن صاحبان اصلی یا جدید برای حیوانات تلاش می‌کنند همکاری دارند.
برخی از پناهگاه‌ها سیاست مبنی برکشتن حیوانات در صورت پر شدن پناهگاه را دنبال نمی‌کنند و تنها در صورت هار بودن حیوان یا بیماری بدون درمان، او را معدوم می‌کنند. به این‌گونه پناهگاه‌ها پناهگاه‌های بدون کشتار گفته می‌شود.
از پناهگاه‌های حیوانات در ایران می‌توان به پناهگاه حیوانات پردیس تبریز، پناهگاه وفا، سوهانک، هشتگرد، تهران، پردیس وفاداران اشاره کرد.